# 和谐1C型电力机车
和谐1C型电力机车（HXD1C）是中国铁路的電力機車车型之一，由南车株洲电力机车有限公司开发研制，是在HXD1、HXD1B型电力机车设计制造技术平台的基础上，为满足中国铁路重载货运需要而研发的大功率交流传动干线货运用六轴电力机车，持续功率为7200千瓦，最高运行速度为120公里/小时。

## 发展历史

### 背景
2004年，中华人民共和国国务院常务会议通过了《中长期铁路网规划》，并对研究通过的铁路机车车辆装备现代化实施方案明确指出，“加快我国铁路运输装备现代化，要按照引进先进技术、联合设计生产、打造中国品牌的总体要求”。根据国务院确立的上述方针，国家发改委与中华人民共和国铁道部于2004年7月联合下达了《大功率交流传动电力机车技术引进与国产化实施方案》，正式开始了新型交流传动电力机车的采购过程。2004年12月，南车株洲电力机车有限公司和德国西门子交通集团获得了180台HXD1型双节八轴9600千瓦大功率交流传动电力机车的订单。2007年8月，南车株洲电力机车公司和西门子公司再次合作，获得了500台HXD1B型单节六轴9600千瓦交流传动货运电力机车的订单。
南车株洲电力机车公司通过HXD1、HXD1B型电力机车的技术引进，掌握了大功率交流传动机车的系统集成技术和车体、转向架、轮轴驱动、电机、变压器等九大关键技术及相关配套技术，形成了一套适应中国铁路运输需要的技术体系，同时搭建了具有国际先进水平的制造和产品技术平台，为自主研制的HXD1C型六轴7200千瓦交流传动货运电力机车奠定了基础。

### 研制

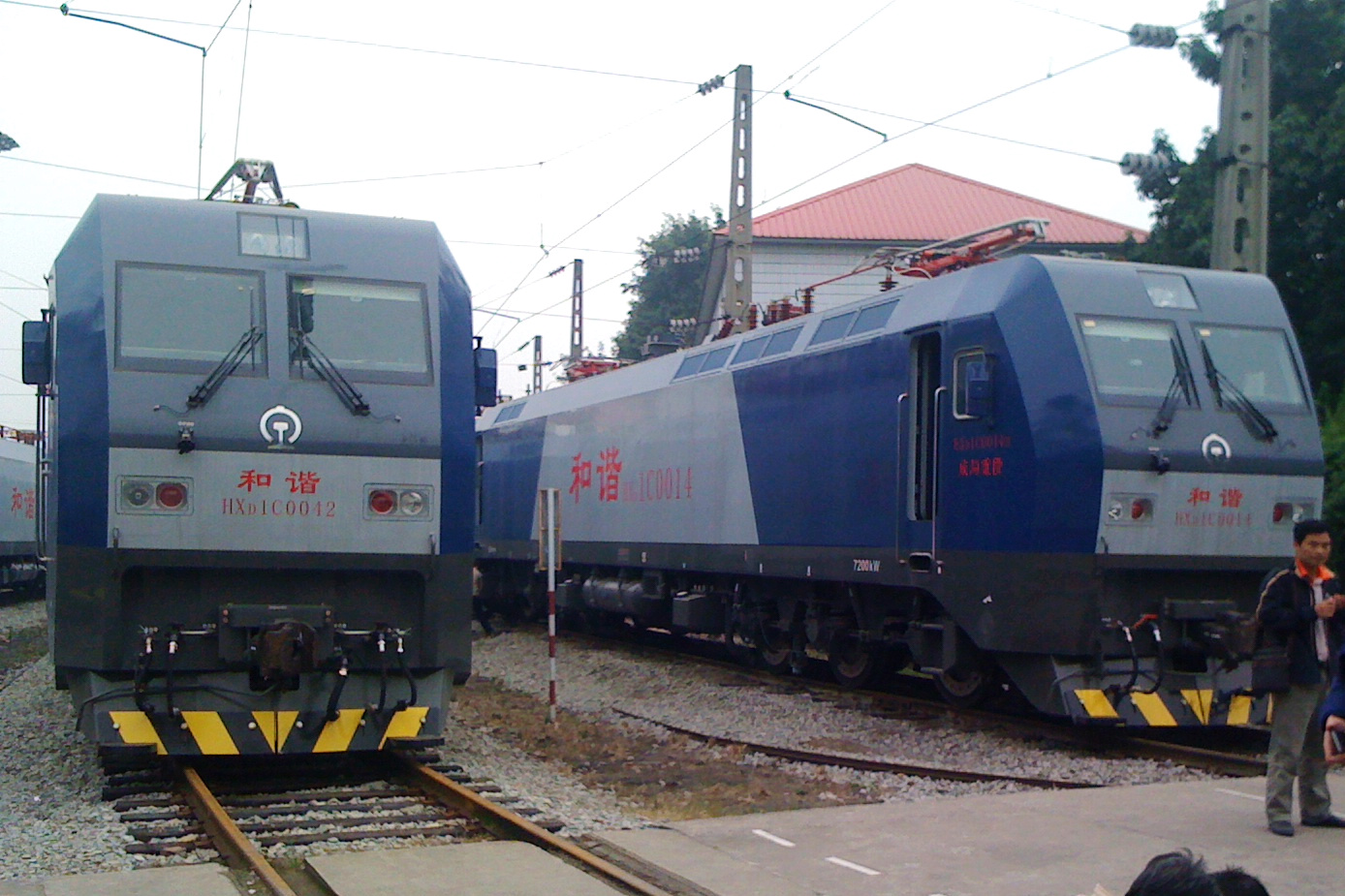
重庆机务段内的HXD1C型电力机车

2008年10月，中国铁道部正式向南车株洲电力机车公司下达了六轴7200千瓦交流传动货运电力机车的研制任务，新机车被定型为HXD1C型，其中“HX”是“和谐”的汉语拼音首字母缩写、“D”代表电力机车、“1”代表株洲电力机车公司的生产厂商代号，通称为“和谐”1C型电力机车。HXD1C型电力机车是在HXD1、HXD1B型电力机车设计制造技术平台的基础上，为满足中国铁路重载货运需要而研发的大功率交流传动干线货运用六轴电力机车，牵引系统采用交—直—交流电传动、水冷IGBT牵引逆变器、变频异步牵引电动机、分布式网络控制系统，单轴功率1200千瓦，额定总功率为7200千瓦，能够在线路坡度不超过12‰的平原地区单机牵引5000～5500吨货物列车，最高运行速度为120公里/小时。HXD1C型电力机车采用了中国自主研制的国产牵引变流系统，其中牵引变流器、辅助变流器及网络控制系统均由株洲南车时代电气股份有限公司、南车株洲电力机车研究所开发研制，机车国产化率超过90%。
2009年4月30日，首台HXD1C型电力机车在南车株机公司落车；同年6月12日正式下线，机车从设计到竣工用了不到6月，铁道部部长刘志军并出席了机车下线典礼仪式。2009年6月22日，中国铁道部与中国南车集团在四川成都签订了400台HXD1C型大功率交流传动电力机车的购销合同，合同总金额为58亿元人民币。其中280台机车由南车株洲电力机车有限公司生产，其余120台由南车资阳机车有限公司分包生产，车号由6001起排序。根据中国铁道部与四川省政府于2008年7月2日签署的《加快推进四川省灾后铁路恢复重建部省会谈纪要》，确定支持资阳机车生产和谐型大功率交流传动电力机车，中国南车集团投资约5.2亿元人民币，将南车资阳机车有限公司具有国际先进水平的电力机车生产基地；至2009年4月底，HXD1C型电力机车技术图纸完成转移到资阳机车公司；同年5月底，六轴电力机车项目生产平台基础建设基本完工，同年6月底投入使用。2013年起，南车戚墅堰机车有限公司也开始承担HXD1C型电力机车生产任务，首台由南车戚墅堰机车有限公司生产的HXD1C型机车于2013年8月正式下线。
首两台HXD1C型机车（0001、0002）出厂后被送往中国铁道科学研究院北京环形铁道试验基地，于2009年6月26日开始进行型式试验和综合性能试验。2009年9月，两台机车在成都铁路局管内成渝铁路进行了动力学性能试验，机车在成渝线上300多个急弯的复杂线路条件下，完成通过23、25吨轴重状态下的试验，总试验运行里程达7000公里。2009年9月27日，首台由南车资阳机车公司生产的HXD1C型机车（6001）竣工下线。

### 运用

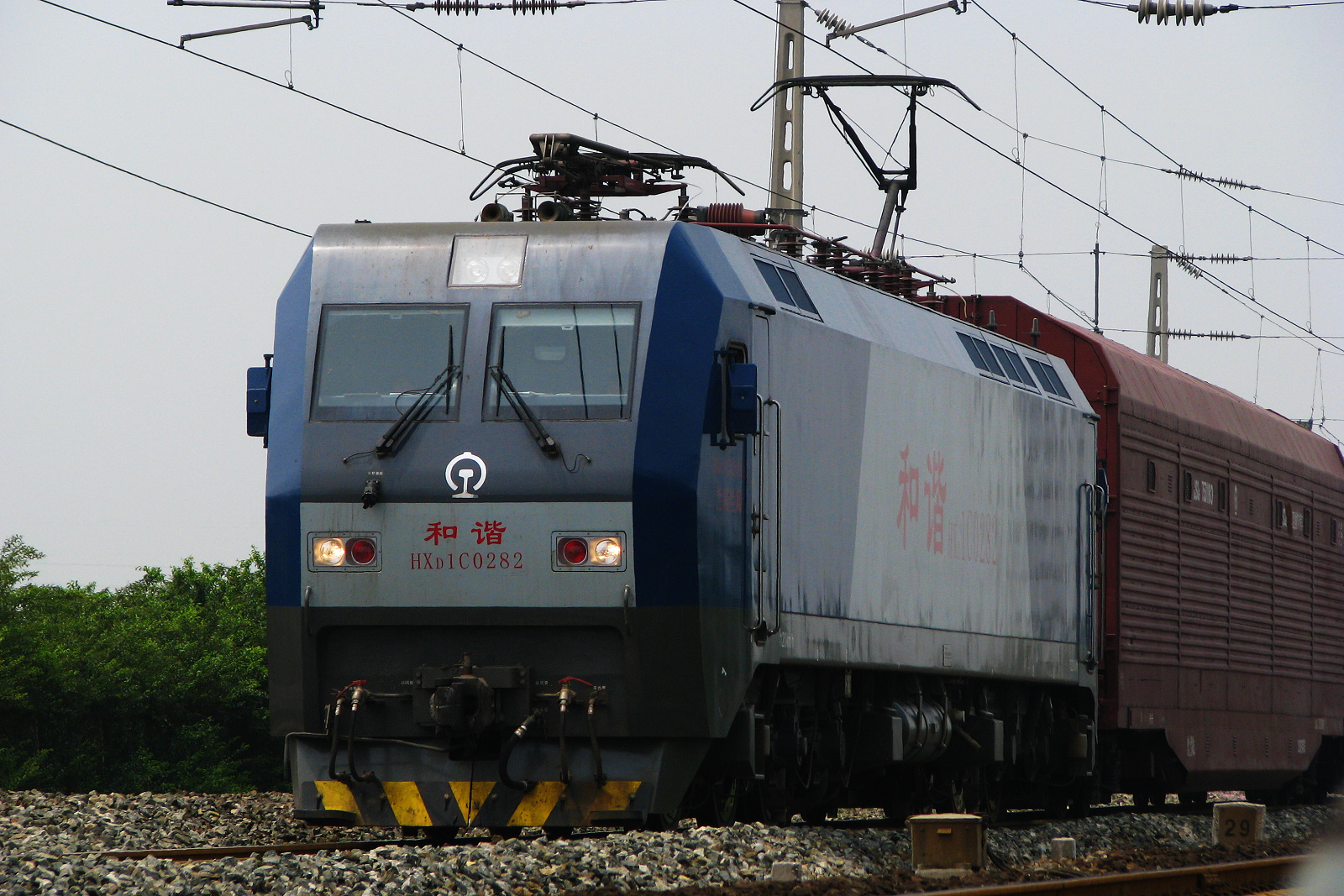
牵引汽车货运专用列车的HXD1C型电力机车

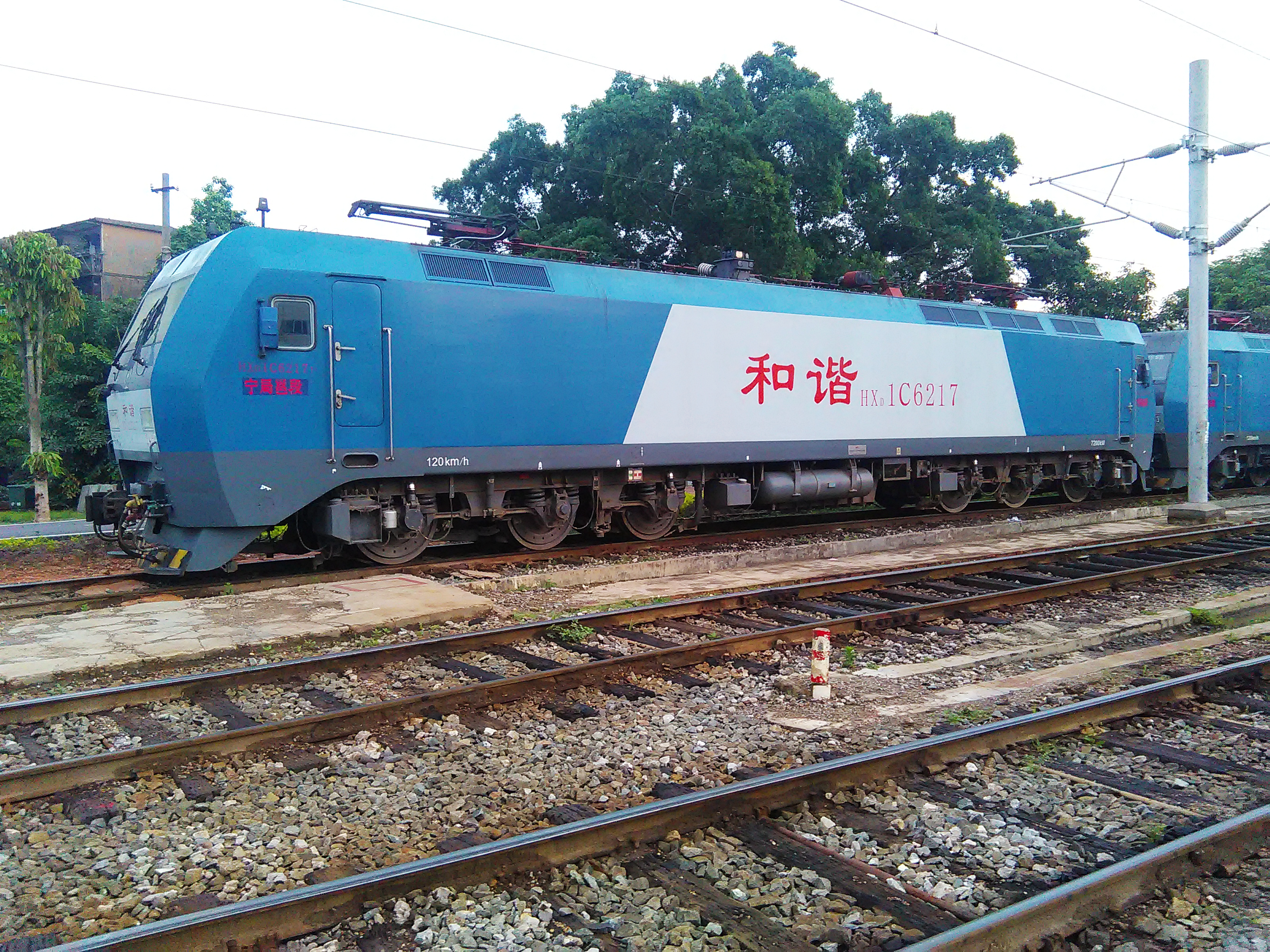
配属于南宁铁路局南宁机务段的6217号和谐1C型电力机车，拍摄于2015年6月。

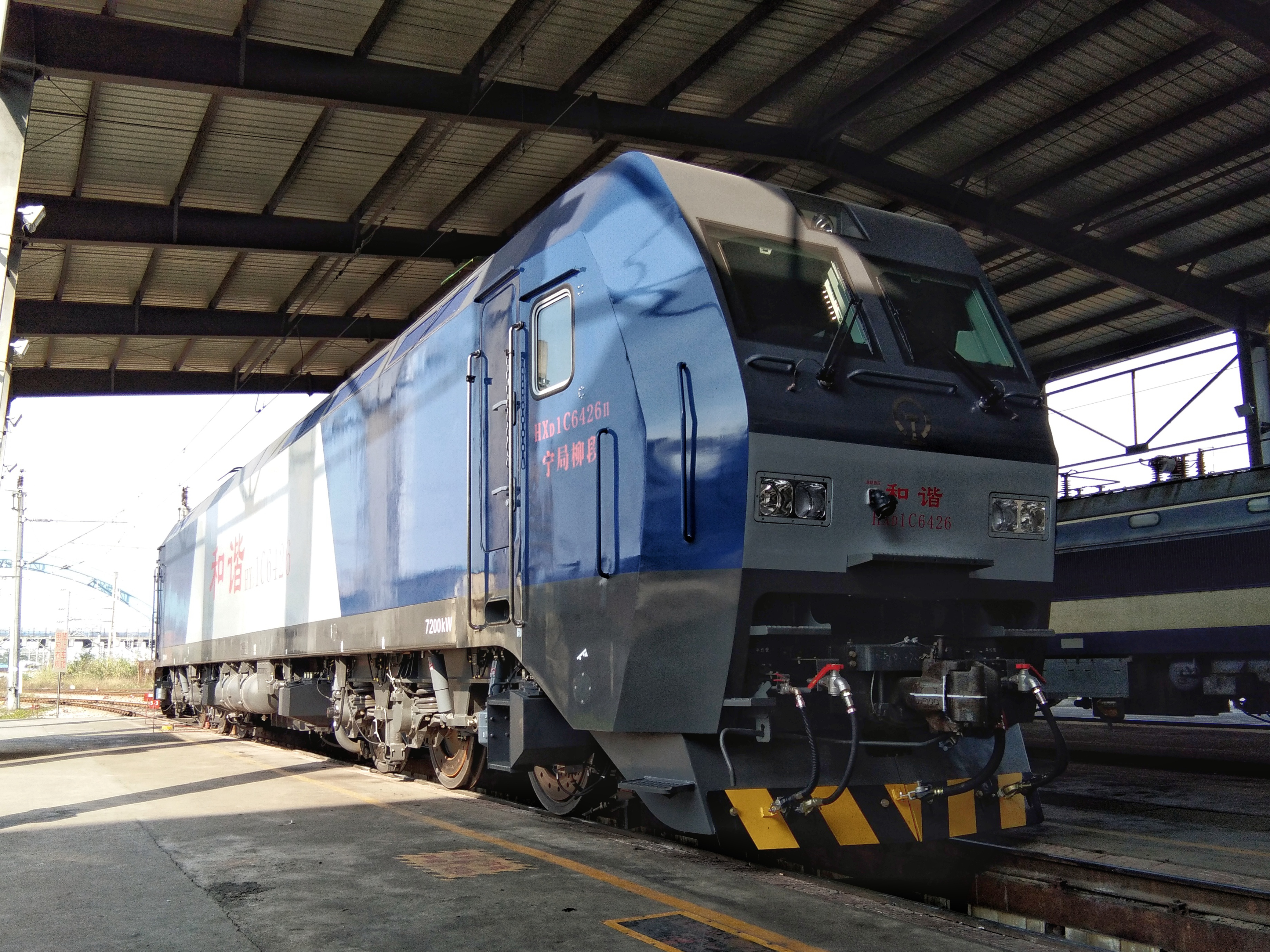
6426号和谐1C型电力机车停放于南宁铁路局柳州机务段电力库外，拍摄于2017年11月。与早期生产的和谐1C型电力机车相比，后期新造的和谐1C型电力机车车体沿用和谐1B型电力机车车体。

首批2台HXD1C机车于2009年9月30日正式交付成都铁路局重庆机务段，至同年年底重庆机务段已接收60台机车。按照铁道部安排，重庆机务段的HXD1C型机车主要用于担当襄渝铁路的货运牵引任务，以应付襄渝铁路二线开通后运量增长的需要，而替换下来的韶山3型电力机车调拨到成都机务段并投入达成铁路使用。西安铁路局安康机务段和武汉铁路局襄樊北机务段（2011年6月改称襄阳机务段）也分别2009年10月和11月起，开始支共同配运用重庆机务段的HXD1C型机车。
2009年10月31日，襄渝铁路二线全线通车。襄渝铁路为山区铁路，部分路段曲线半径小、线路坡度大，麻柳至巴山之间更有长达23公里的持续大坡道，最大坡度达到13‰，为此铁道部决定在襄渝线使用HXD1C型电力机车双机重联的牵引方式。2009年11月7日至8日，铁道部运输局组织成都铁路局、西安铁路局、武汉铁路局，在襄渝线进行跨局长交路货物列车牵引试验，测试HXD1C型电力机车的牵引性能、制动性能和动应力，并将试验列车各区间运行时分与现行标尺比较，以验证HXD1C型机车在襄渝线牵引4500吨货物列车的可行性。2011年12月15日，襄渝铁路襄阳北至达州间成功进行货物列车提吨牵引试验，列车重量由以往的3500吨提高到4500吨。同月底，襄渝铁路襄阳北至达州、重庆西间正式开行4500吨货物列车，初期每日开行20对，由襄阳机务段支配重庆机务段的HXD1C型电力机车双机牵引，乘务交路实施跨局轮乘，武汉、西安、成都三个铁路局的司机在安康东、达州站换乘，分别值乘襄樊北至安康东、安康东至达州、达州至重庆西区段。
2010年7月28日，南车株洲电力机车有限公司与成都铁路局在北京正式签署了590台HXD1C型电力机车的购销合同，总额近86亿元人民币，其中170台机车由南车资阳机车公司分包生产。2012年8月，南车株洲电力机车有限公司与兰州铁路局签订了50台HXD1C型电力机车的购销合同，总金额为7.30亿元人民币。另外根据运输生产和优化机车配置的需要，按照2012年10月8日在北京召开的机车调配协调会议协商结果，将郑州铁路局HXD1C型机车0462--0495、0518--0525、6179--6238号计102台，调拨乌鲁木齐铁路局担当兰新线乌鲁木齐西--哈密间货运任务。
截至2012年10月，HXD1C型电力机车已配属到重庆、株洲、鹰潭、兰西、洛阳、西宁、襄阳、向塘、嘉峪关、乌鲁木齐等机务段，共计1041台。
2017年华东铁路二通道（淮南铁路、宣杭铁路）电气化后，上海局内的HXD1C型机车集中配属至合肥机务段。

### 高原型
为适应青藏铁路的高原环境，南车株洲电力机车公司为青藏铁路公司开发了HXD1C高原型电力机车，车号由3001起排序。相对于平原运用的HXD1C型机车，高原型机车加强了电气绝缘性能、散热性能、耐低温性能和材料抗腐蚀性能等环节。
首两台高原型机车（3001、3002）於2012年初下线，同年2月送往北京环形铁道进行型式试验；同年3月23日，高原型机车在青藏铁路西宁至格尔木区段完成了环境适应性试验，通过了温升试验、辅助电源试验、自动过分相等试验项目。完成试验后，两台机车均配属西宁机务段，开始投入10万公里运用考核。
2014年，南车株机接到了青藏铁路公司购进同型的八十台HXD1C的订单，代表高原型HXD1C圆满通过了10万公里考核，新购车的编号从3003到3080。
原服役于西宁机务段的91台机车有部分已有部分转配南宁铁路局南宁机务段，但仍有少量在西宁机务段继续服役。

### 出口国外

#### EPR0000系
2016年中国援建非洲的亚吉铁路通车，35台株洲厂的HXD1C货运型机车出口到亚吉铁路使用，采用衣索比亞國旗顏色涂装（其中三輛添加了机车向列车供电装置，用作客運機車），成為EPR0000系機車。由此，亞吉鐵路是繼神華能源、白俄羅斯鐵路後，第三個「和諧」系列機車在中國國鐵以外的使用者。
亞吉鐵路機車編號由EPR 0001-EPR 0035，並仿傚中國國內電力機車，標明車頭I、II端。

#### 430系
2018年，中車株機為北馬其頓鐵路生產的HXD1C機車下線，並命名為430型貨運機車，於同年5月在北京環行鐵道首次曝光。該等車輛改用UIC標準駕駛室門鎖，並改為Bo-Bo軸式，與原型車出入較大。

#### 塞爾維亞電力專用機車
2016年3月，塞爾維亞電力工業公司向中車株機訂購本型機車，負責牽引煤炭列車供轄下尼古拉特斯拉火电厂使用，於2017年10月18日投入服務。該等車輛改用歐洲TSI標準設計。

## 技术特点

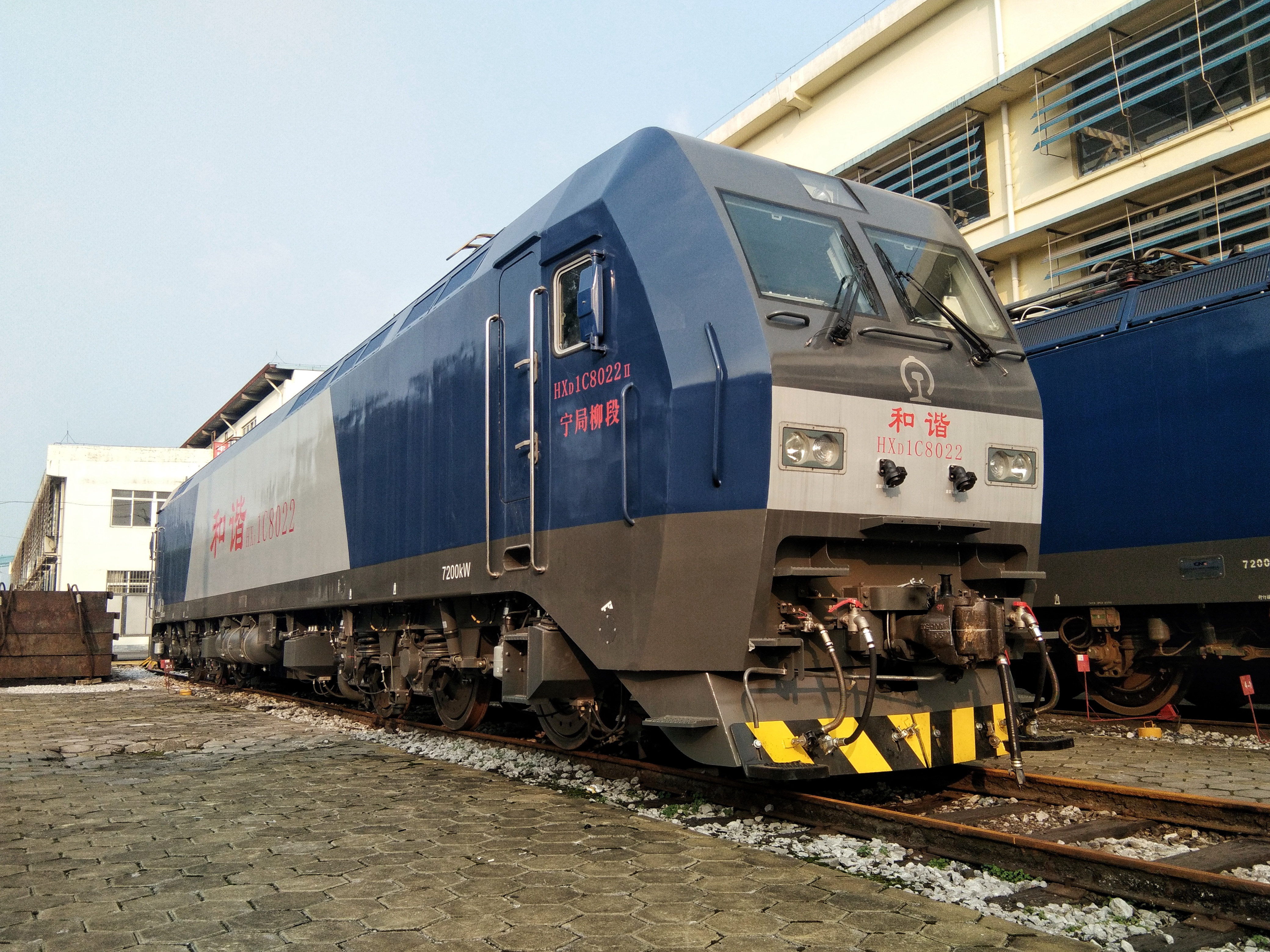
HXD1C型8022号机车柳州机务段

### 总体结构

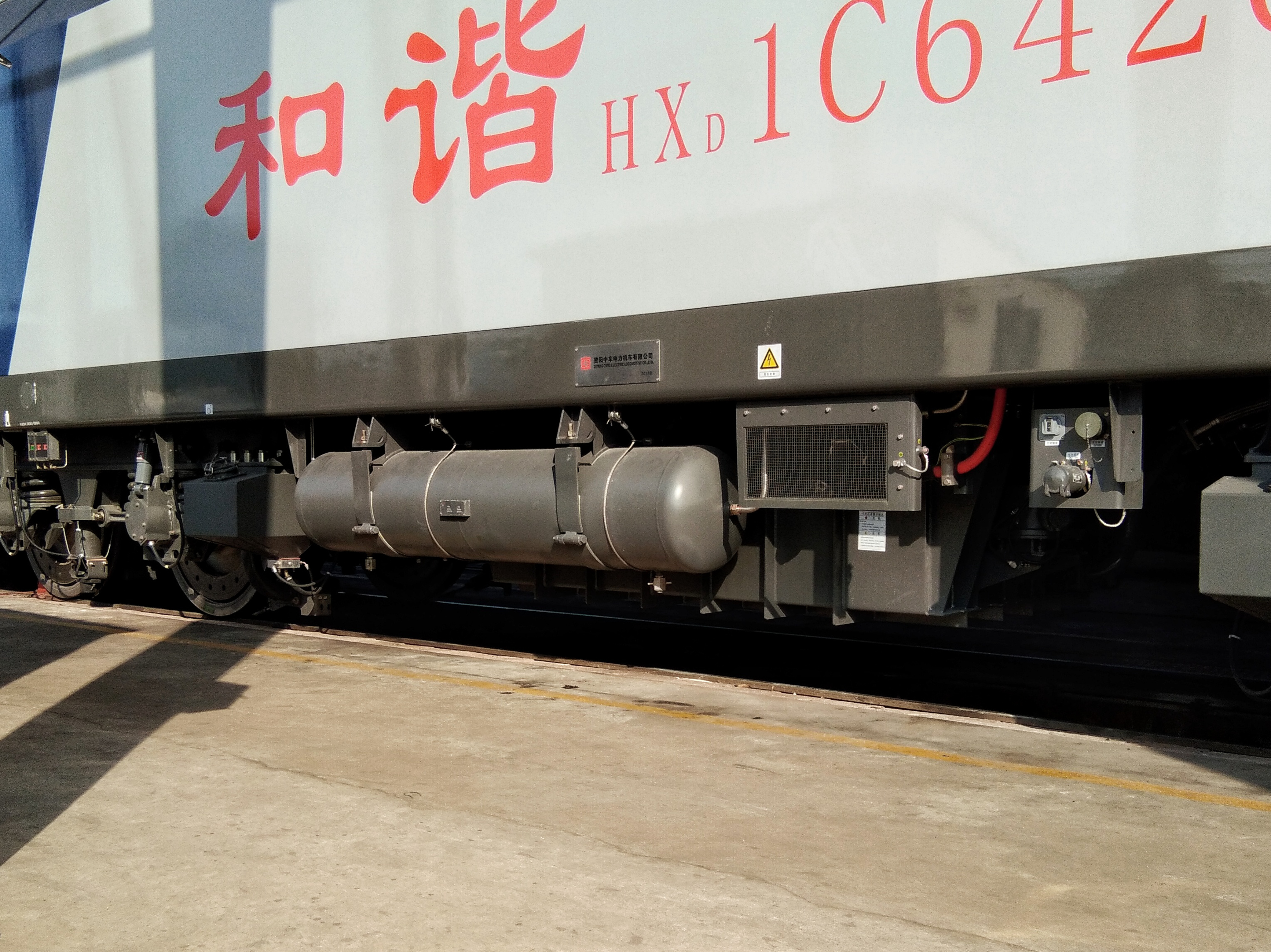
和谐1C型电力机车牵引变压器与蓄电池、总风缸的特写

HXD1C型电力机车是六轴大功率干线货运用电力机车，车体采用整体承载结构及模块化设计，两端各设有一个司机室，司机可在任何一端司机室对机车进行控制；车内设备采用两侧屏柜化斜对称布置，并设中间贯通走廊。每台机车车顶设有两台由株洲九方电器设备有限公司制造的TSG15B型单臂式受电弓，其他车顶外置设备包括真空断路器、接地开关、避雷器、高压连接器等高压设备。牵引变压器采用卧式悬挂结构，与蓄电池、总风缸一同吊装于车底中部。机车采用车体独立通风方式，从侧墙上部进风百叶窗吸入冷风，向发热部件冷却后从车底排出，并维持机械间呈微正压，改善机车防尘效果及防寒性能。机车轴式为Co-Co，持续功率为7200千瓦；机车标准轴重为23吨，并可以通过增加压铁提高到25吨。空气制动系统采用克诺尔公司的“CCB II”微机控制电空制动系统，或法维莱公司的“Eurotrol”微机控制电空制动机；而0831號機車後來改為試用國產的DK-2制動機。

### 电气系统
HXD1C型电力机车是交—直—交流电传动的单相工频交流电力机车，机车主电路由主变压器、牵引变流器、牵引电动机三大部分构成。接触网导线上的25千伏工频单相交流电电流，经受电弓、主断路器进入机车后再输入主变压器，交流电经过主变压器次边的6个牵引绕组降压后，为2组牵引变流器供电。单相交流电经过四象限脉冲整流器整流为直流电，然后向电压为1800伏的中间直流回路供电，再由逆变器转换成频率和电压可变的三相交流电输出，每组逆变器向一台异步牵引电动机供电，实现机车的轴控驱动，使牵引电动机产生转矩，将电能转变为机械能，经过齿轮的传递驱动轮对。
机车主变压器型号为TBQ35-8900/25，为一体化多绕组（全去耦）变压器，变压器采用下悬式安装、强迫导向油循环风冷却。每台机车设有两台由株洲南车时代电气股份有限公司研制的TGA9型VVVF牵引变流器，是在HXD1、HXD1B型电力机车牵引变流器的基础上改进而成，其核心部件如变流器模块的主体结构完全相同，单台设计功率为3600千瓦。每台牵引变流器由三重四象限整流器、一个中间直流回路和三个PWM逆变器三者组成，每台牵引变流器向一个转向架上的三台牵引电动机供电，而每个牵引电动机由各自的逆变器供电，四象限整流器和PWM逆变器均由相同的水冷IGBT变流模块（3300V/1200A）组成。牵引电动机采用由株洲南车电机股份有限公司研制的JD160A型鼠笼式三相异步牵引电动机，额定功率为1225千瓦，冷却方式为强迫通风，采用直接转矩控制（DTC）。
HXD1、HXD1B型机车的辅助变流器均采用由中间直流环节供电的主辅一体化集成结构，但HXD1C型机车并没有采用这种结构。每台HXD1C型机车上配有2台株洲南车时代电气股份有限公司开发的TGF54型辅助变流器，为机车辅助设备供应三相交流电源，由主变压器的辅助绕组供电。正常情况下其中一个为恒频恒压变流器（CVCF），为牵引电动机通风机和油水冷却塔风机供电；另一个为变频变压变流器（VVVF），向水泵、油泵、蓄电池充电机等设备供电。

### 控制系统
HXD1C型电力机车装载了株洲南车时代电气股份有限公司开发的“列车分布式网络通信和控制系统”（Distribute Train Electric Control System，DTECS），该系统基于列车通信网络（TCN）国际标准协议，当中包括了不同功能模块，例如车辆控制单元（VCM）、网关模块（GWM）、事件记录模块（ERM）、智能显示装置（IDD）等，不同模块通过两级网络控制系统进行数据通信，由绞线列车总线（WTB）和多功能车辆总线（MVB）两级网络构成，机车内所有电子控制装置、显示器等都通过MVB相连，WTB容许进行多机（最多三台机车）重联控制及显示功能。

### 转向架

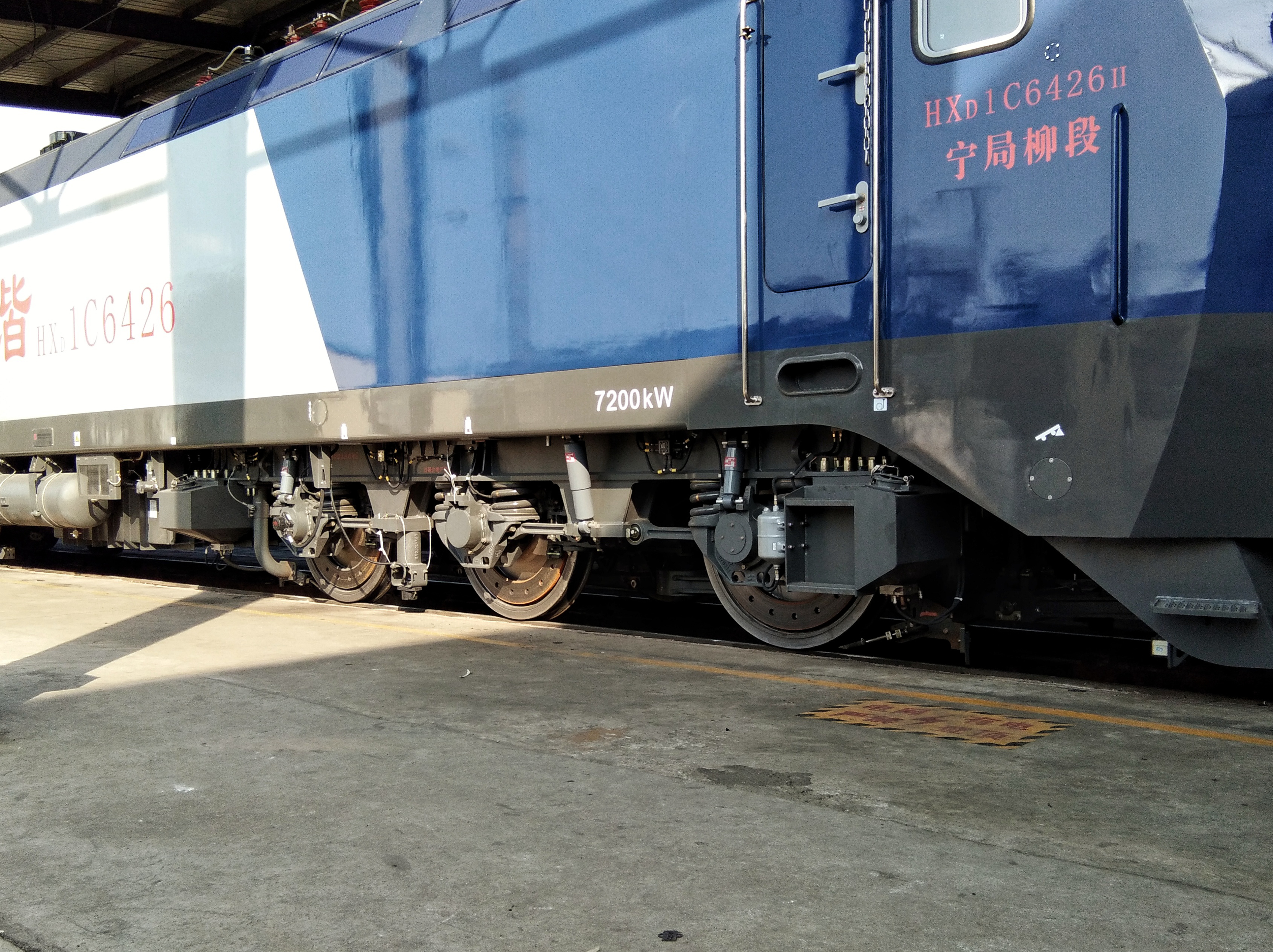
和谐1C型电力机车转向架特写

机车走行部为两台完全相同的三轴转向架，转向架构架采用钢板焊成箱形结构的“目”字型构架，轮对轴箱采用单拉杆定位。一系悬挂采用螺旋弹簧配垂向油压减震器；二系悬挂为高挠螺旋圆弹簧及橡胶垫，配垂向、横向油压减振器。牵引力或制动力通过中间低位推挽式双斜拉杆牵引装置传递。驱动系统结构与HXD1型机车相同，牵引电动机采用滚动轴承抱轴式半悬挂、单边刚性斜齿传动。基础制动装置为轮盘制动；停放制动装置为单元制动器，能保证机车在30‰的坡道上实现停放制动。此外，并设有轮缘润滑装置和砂箱加热烘干装置。

## 机车命名
2023年9月19日，“八一号”电力机车在中车株洲电力机车有限公司下线。“八一号”是中车株机继“周恩来号”“朱德号”之后研制的又一具有重要历史意义的机车。前来接车的上海铁路局合肥机务段段长樊祥叶说，这标志着“八一号”将重新担负起“人民铁路为人民”的光荣使命。
“八一号”机车诞生之初曾投身抗美援朝战场，之后在江淮大地的铁轨上奔驰了32年，先后经历6任司机长，安全行驶400万公里，为华东地区货物运输立下汗马功劳。随着技术进步，蒸汽机车退出了生产一线。2023年9月，经批准，合肥机务段将“八一号”铭牌悬挂在了和谐型HXD1C1927电力机车上——“八一号”机车重新上线运行。

## 重大事故
- 2011年1月14日晚上10时，武汉铁路局襄樊北机务段的HXD1C型0007号机车，附挂HXD1C型0036号机车，担当5096次单机经由襄渝铁路运行至襄阳市谷城县五山镇境内黄家营站附近、K41+530M处时，突然实施紧急制动停车。但由于机车在紧急制动中大量撒砂，机车制动后也未按规定前移15米，导致轨道电路分路不良，防护该闭塞分区的通过信号机仍显示绿灯。后续由襄樊北机务段HXD1C型0035号机车牵引的10906次货物列车，按机车信号和地面信号显示的绿灯运行，进入该闭塞分区，由于制动不及，以68公里/小时的速度与前方的机车追尾相撞。事故造成三台机车脱轨，经修复后正常运行。此次事故性质与2009年6月发生的京包铁路列车追尾事故相同，均由于机车撤砂后轨道电路失效造成。

- 2014年11月24日下午15时许，成都铁路局重庆机务段的HXD1C型0033号机车，牵引的75228次货物列车（列车编组50辆，总重1,356吨）经由襄渝铁路运行，当列车运行至旬阳至棕溪间上行线K250+400～K249+870处（安康市旬阳县棕溪镇境内），因列车行驶方向右侧发生山体滑坡导致小棕溪隧道口塌方，造成75228次列车的机车和机后1～13位车辆脱轨，机车撞上隧道内壁，驾驶室严重变形，导致2名机车乘务员死亡。根据后续新闻报道，由于机车重量大，加之地形因素影响，为方便尽快清理现场打通线路，经成都铁路局同意，该台机车被就地拆解，之后机车得以从隧道中拖出。[17]。